# 1491
1491 (MCDXCI) var ett normalår som började en söndag i den julianska kalendern.

## Händelser

### Okänt datum
- Sten Sture den äldre hamnar i konflikt med kyrkan om testamentsrätten till kyrkor och kloster samt rätten till biskopstillsättningar. Han får riksrådet emot sig, när han utverkar tillåtelse av påven att tillsätta biskoparna i Linköping, Strängnäs och Åbo. Han har tidigare konfiskerat gods i Södermanland och behållit dem själv, istället för att, som utlovat, ge dem till Uppsala domkyrka.
- Öregrund får stadsprivilegier.[1]

## Födda
- 28 juni – Henrik VIII, kung av England 1509–1547, herre över Irland 1509–1542 och kung av Irland 1542–1547.
- 12 oktober – Reinhard von Solms zu Lich, tysk greve, fältherre, militäringenjör och militärteoretiker.
- 14 november – Zhengde-kejsaren, kinesisk kejsare
- 31 december – Jacques Cartier, fransk upptäcktsresande.
- Antonios Eparchos, grekisk humanist.
- Isabel de Josa, spansk doktor i teologi.

## Avlidna
- William Caxton, Englands förste boktryckare.

### Fotnoter
1. ↑  Svensk rikskalender 1908 (läst 5 april 2011)